# Stonkowate
Stonkowate (Chrysomelidae) – bardzo liczna rodzina owadów z rzędu chrząszczy, odznaczająca się ciekawym, jaskrawym ubarwieniem, często z metalicznym połyskiem. Obecnie opisano ok. 35 tys. gatunków z tej rodziny, najwięcej w obszarach klimatu tropikalnego i subtropikalnego. W tej liczbie ok. 600 gatunków występuje w Europie Środkowej. Larwy zazwyczaj żerują na liściach roślin. Niektóre są szkodnikami roślin uprawnych, jak najbardziej znana, niemająca poważnych wrogów naturalnych w Europie stonka ziemniaczana lub żerująca na liliach poskrzypka liliowa. 

## Systematyka
Rodzina składa się z podrodzin:
- Cassidinae Gyllenhal, 1813
- Chrysomelinae Latreille, 1802
- Criocerinae Latreille, 1804
- Cryptocephalinae Gyllenhal, 1813
- Donaciinae Kirby, 1837
- Eumolpinae Hope, 1840
- Galerucinae Latreille, 1802
- Hispinae Gyllenhal, 1813
- Lamprosomatinae Lacordaire, 1848
- Sagrinae Leach, 1815
- Synetinae LeConte & Horn, 1883

## Galeria

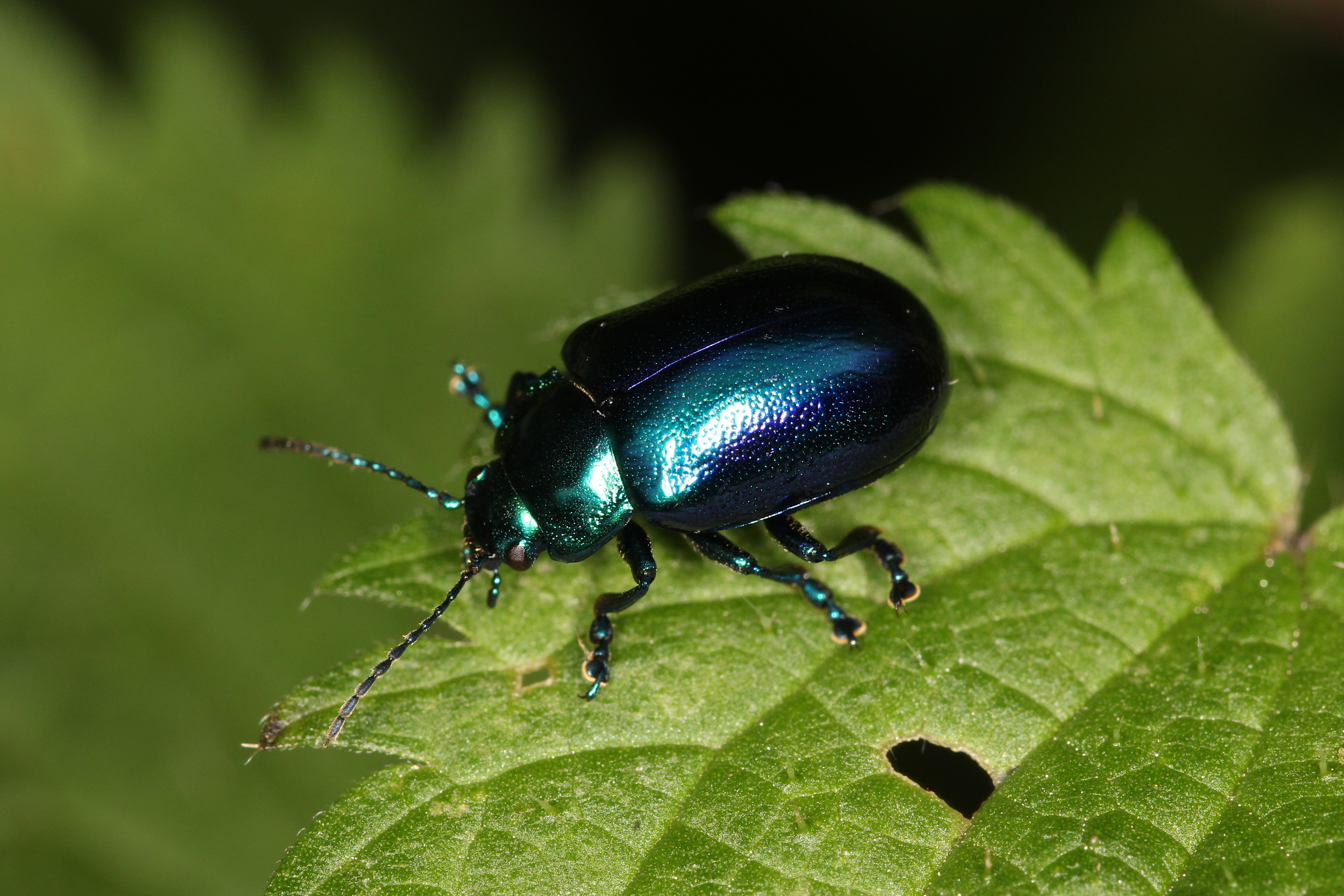
Agelastica alni
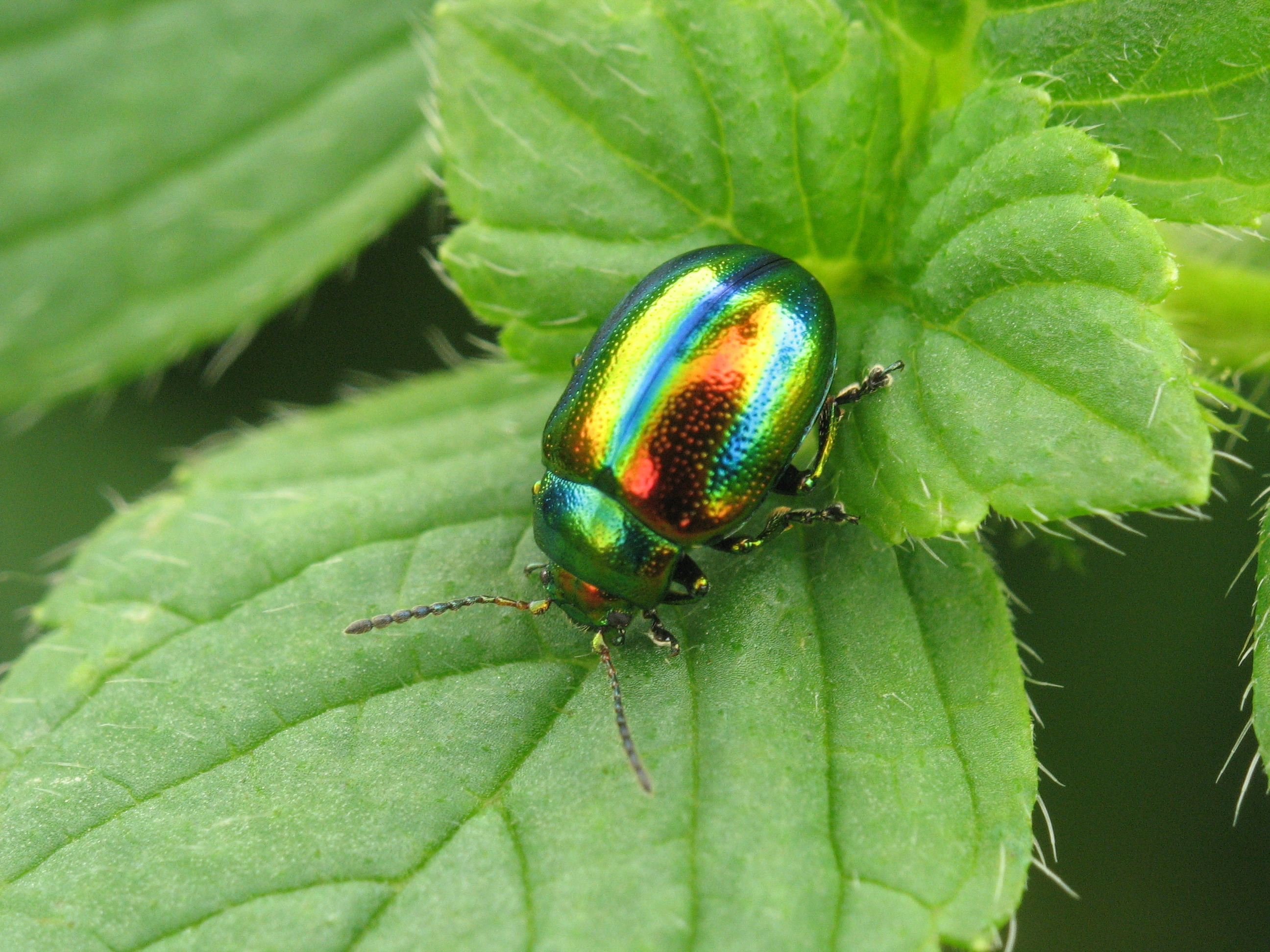
Chrysolina fastuosa
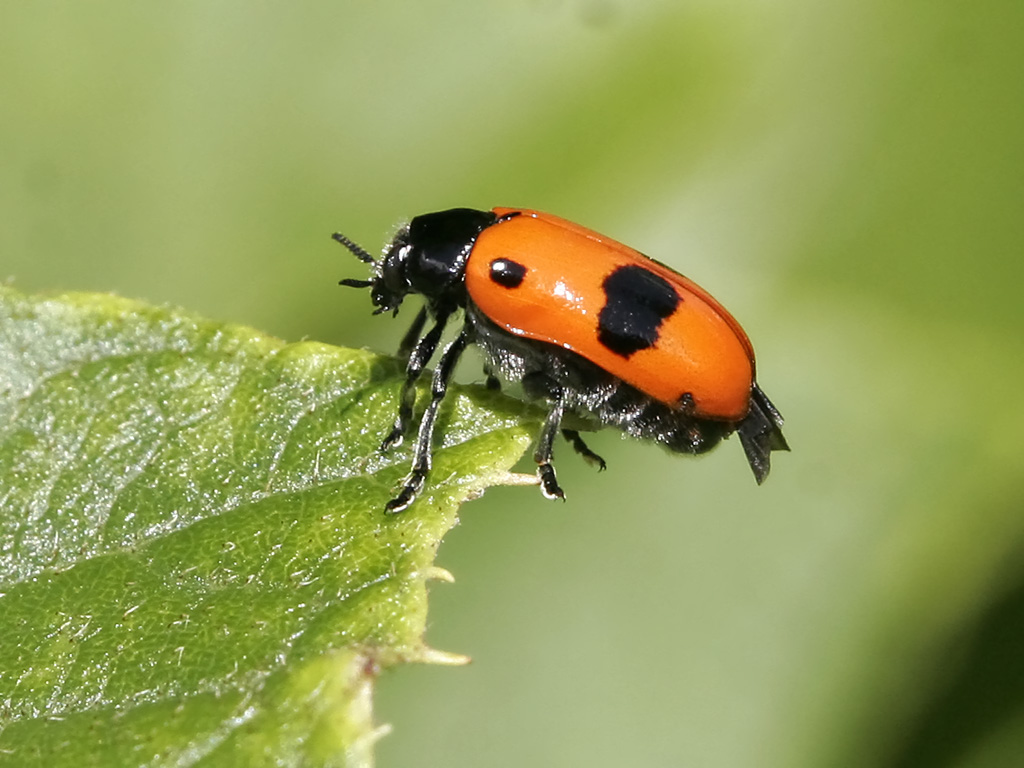
Clytra laeviuscula
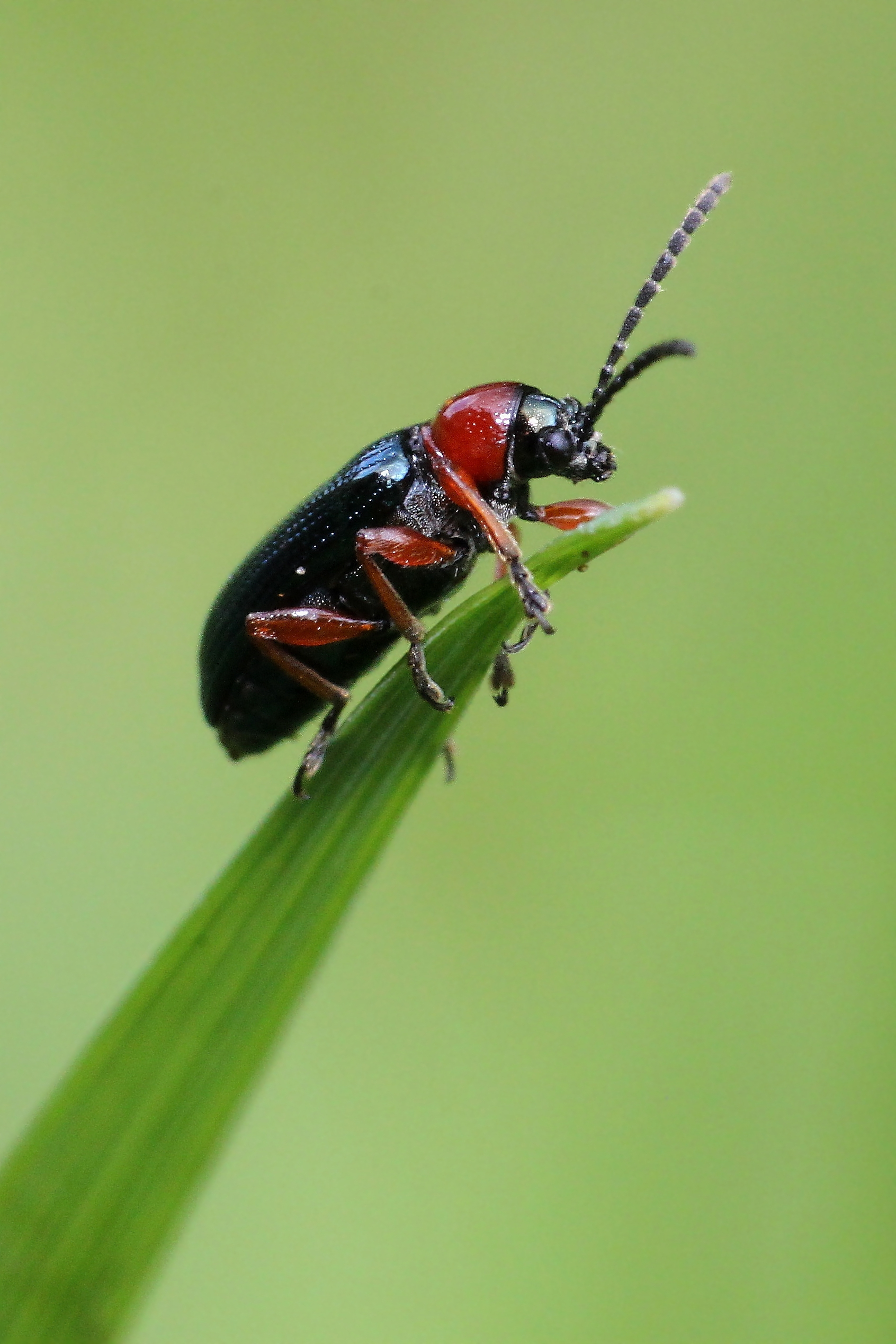
Oulema melanopus
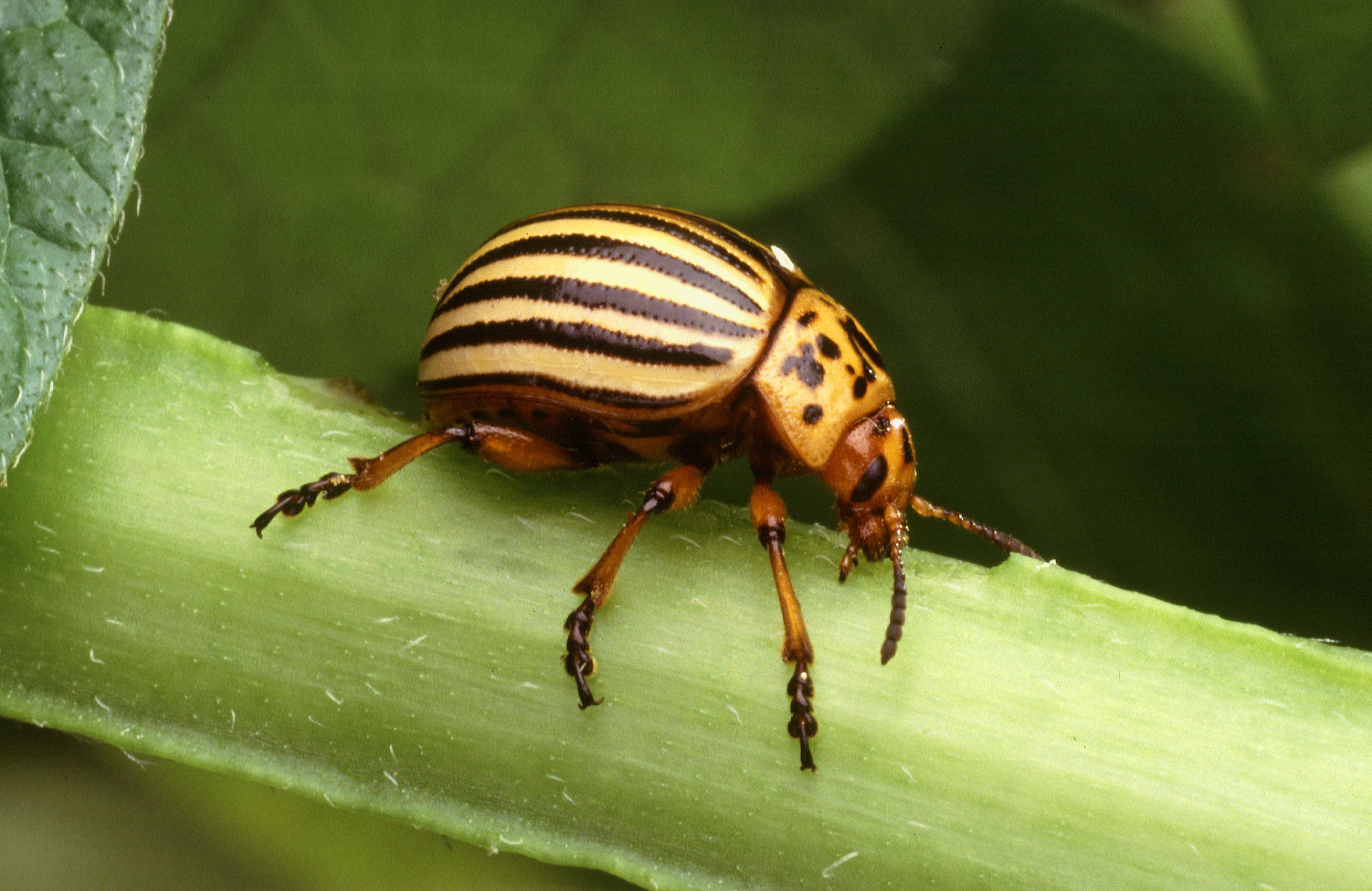
Leptinotarsa decemlineata
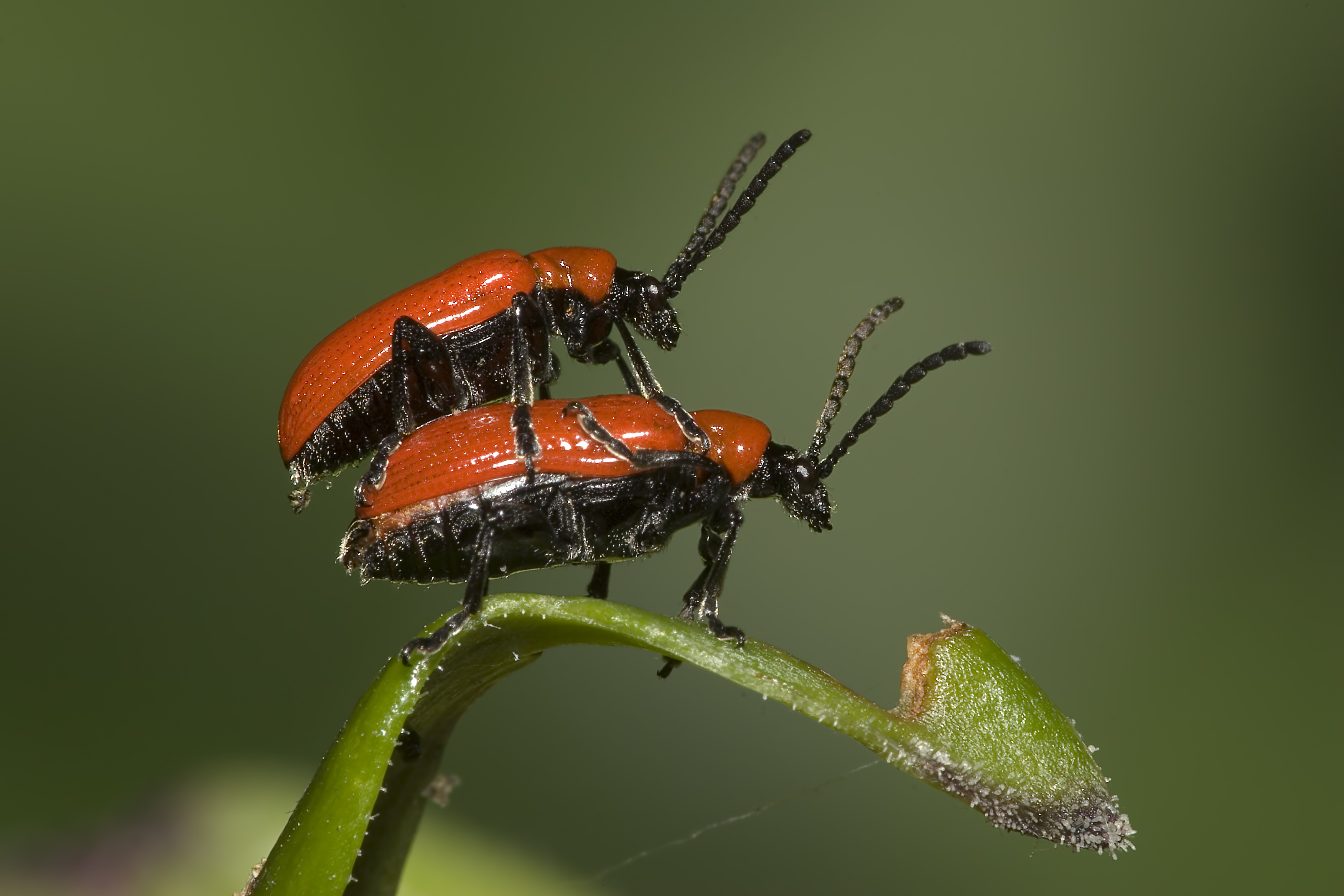
Lilioceris lilii